# Corpaci, Edineț
Corpaci este un sat din raionul Edineț, Republica Moldova.

## Geografie

### Climă
Pe 6 aprilie 2023 la postul hidrologic Corpaci s-a atestat un fenomen meteorologic extrem sub formă de ploaie puternică: în timp de 12 ore au căzut 51 mm de precipitații, ceea ce în aprilie se înregistrează pentru prima dată din întreaga perioadă de observații meteorologice.

## Demografie

### Structura etnică
Structura etnică a satului conform recensământului populației din 2004:
| Grup etnic         | Populație | % Procentaj |
| ------------------ | --------- | ----------- |
| Moldoveni / Români | 1.246     | 98,34%      |
| Ucraineni          | 12        | 0,95%       |
| Ruși               | 7         | 0,55%       |
| Găgăuzi            | 1         | 0,08%       |
| Alții              | 1         | 0,08%       |
| Total              | 1.267     | 100%        |

## Administrație și politică
Componența Consiliului local Corpaci (9 consilieri), ales la 5 noiembrie 2023, este următoarea:
|  | Partid                                        | Consilieri | Componență | Componență | Componență | Componență | Componență |
|  | --------------------------------------------- | ---------- | ---------- | ---------- | ---------- | ---------- | ---------- |
|  | Partidul Acțiune și Solidaritate              | 5          |            |            |            |            |            |
|  | Partidul Dezvoltării și Consolidării Moldovei | 2          |            |            |            |            |            |
|  | Partidul Socialiștilor din Republica Moldova  | 1          |            |            |            |            |            |
|  | Partidul Social Democrat European             | 1          |            |            |            |            |            |